# La Vallée de la peur
Pour les articles homonymes, voir La Vallée de la peur (homonymie).
La Vallée de la peur (The Valley of Fear dans les éditions originales en anglais) est un roman policier de Conan Doyle, publié en 1915 qui met en scène le célèbre Sherlock Holmes. Le roman est notamment inspiré par l'histoire des Molly Maguires, une organisation secrète irlandaise. L'édition originale est illustrée par Arthur I. Keller.

## Trame

### Première partie: Birlstone

#### Mystère initial
L'intrigue débute au 221B Baker Street où Sherlock Holmes décrypte, en compagnie du Docteur Watson, un message codé envoyé par Porlock, un informateur infiltré au sein du réseau criminel du Professeur Moriarty faisant une nouvelle fois démonstration de ses talents de déduction. Le message prévient d'un danger guettant John Douglas, vivant au manoir de Birlstone dans le Sussex. Au même moment, l'inspecteur Alec McDonald fait irruption chez le détective pour le prévenir que son aide est requise à Birlstone par le chef de la police locale, White Mason. John Douglas a été assassiné dans des circonstances mystérieuses.
Le manoir de Birlstone, qui est en réalité un ancien château, a pour caractéristique d'être entouré d'une douve et d'être muni d'un pont-levis. John Douglas avait pour habitude de relever ce pont-levis chaque soir à la tombée de la nuit, rendant le manoir totalement inaccessible de l'extérieur jusqu'au lendemain matin. Dans le manoir vit également sa femme Ivy Douglas et son ami de longue date Cecil Barker, rencontré aux États-Unis, pays dont John Douglas était originaire. S'y trouvent également plusieurs domestiques dont le majordome Ames et la gouvernante madame Allen.
Dans la nuit du 6 au 7 janvier, alors que le pont-levis était relevé et que John Douglas faisait sa ronde habituelle pour vérifier que les lampes étaient éteintes, un coup de feu a été entendu par Cecil Barker et madame Douglas dans l'une des pièces du manoir. Cecil Barker a été le premier à entrer dans la pièce et à y trouver le cadavre de Douglas, affreusement défiguré par une décharge de fusil reçue en plein visage. Barker a immédiatement appelé le majordome et la gouvernante en tirant la sonnette des domestiques, puis a empêché madame Douglas d'entrer dans la pièce pour que celle-ci ne voie pas le cadavre défiguré de son mari. Madame Douglas a été raccompagnée dans sa chambre par madame Allen, Barker restant seul dans la pièce du crime avec Ames. La fenêtre était ouverte, ce qui laisse penser que le meurtrier a utilisé cette issue pour sauter dans la douve et s'enfuir. Cette piste est corroborée par le fait qu'une trace de pas ensanglantée est visible sur le rebord de la fenêtre. D'autres traces de pas boueuses étaient également visibles derrière le rideau de la fenêtre : le meurtrier a probablement attendu à cet endroit pendant plusieurs heures après être entré dans le manoir en cours de journée. Barker a immédiatement averti la police après la découverte du cadavre. L'inspecteur White Mason, découvrant une scène de crime complexe, en a référé à Londres en requérant la présence de Sherlock Holmes.
Arrivé à son tour sur place, Holmes constate les faits. L'arme du crime, restée sur place, est un étrange fusil américain à canon scié et aux deux détentes liées. Le détective note qu'il s'agit d'une arme très bruyante. Aux côtés du cadavre a été laissée une carte sur laquelle est indiqué le code « V.V. 341 », sans signification évidente. Le cadavre porte un étrange tatouage au fer sur le bras, connu de longue date par sa femme et Cecil Barker, laissant penser que Douglas a fait partie d'une société secrète lorsqu'il était en Amérique. Ames signale que l'alliance du cadavre a été retirée, alors que les deux autres bagues que Douglas portait plus haut sur le même doigt sont toujours là. Cela signifie que le meurtrier aurait pris le temps de retirer l'alliance et de replacer les deux autres bagues avant de s'enfuir, tout cela dans un laps de temps très court. Ce détail semble inexplicable. Holmes est attiré par un dernier élément : dans la pièce se trouve un petit haltère, mais le second haltère est manquant.

#### Résolution
Au cours de la journée du 7 janvier, la police retrouve une bicyclette dissimulée dans une haie proche du manoir. La découverte est étrange : s'il s'agit de la bicyclette du meurtrier, pourquoi celui-ci ne l'a-t-il pas récupérée pour s'enfuir plus rapidement qu'à pied ? Watson surprend peu après Cecil Barker et madame Douglas en train de rire avec légèreté sur un banc du jardin. Leur attitude est jugée suspecte. Pour autant, Holmes écarte l'idée qu'ils puissent être coupables du meurtre de John Douglas : il aurait été absurde qu'ils utilisent une arme aussi étrange et signent leur crime en retirant l'alliance du défunt.
Le lendemain, le détective demande à l'inspecteur McDonald d'envoyer au manoir une dépêche pour signaler que les douves vont être asséchées. L'inspecteur proteste en signalant que l'assèchement des douves est une opération trop complexe pour être envisagée, mais Holmes insiste pour que la missive soit envoyée. Le soir-même, Holmes, Watson, McDonald et Mason font le guet au-dehors et aperçoivent soudain Cecil Barker apparaître à la fenêtre de la pièce du crime, cherchant à repêcher quelque chose dans les douves en contrebas. Immédiatement, les quatre hommes se précipitent au manoir et surprennent Barker en possession d'un mystérieux paquet récupéré au fond de l'eau.
Holmes explique que l'absence d'un haltère lui avait permis de comprendre qu'un paquet avait été lesté et jeté dans les douves. Restait à savoir qui l'y avait placé : en l'occurrence, Cecil Barker. Le paquet contient des vêtements. Holmes déclare que ces vêtements sont ceux de l'intrus que l'on croyait être le meurtrier de John Douglas et affirme que Douglas est en réalité toujours vivant, dissimulé dans une cachette du manoir. À la stupeur générale, John Douglas sort alors d'un endroit dissimulé derrière un mur et confirme ainsi les explications du détective. 
John Douglas explique que la veille du drame, il avait reconnu lors d'une sortie à Tunbridge Wells l'un des ennemis qu'il s'était faits aux États-Unis, un dénommé Baldwin. Sur ses gardes lors de l'inspection du manoir dans la nuit du 6 janvier, il avait eu le réflexe d'attraper le fusil de l'homme qui était dissimulé derrière le rideau lorsque celui-ci était sorti de sa cachette. Chacun tirant le fusil à lui, un coup de feu est parti, atteignant Baldwin en plein visage. Cecil Barker et madame Douglas s'étaient précipités dans la pièce en découvrant la scène du crime, mais aucun des domestiques n'avait entendu le coup de feu, sauf la gouvernante, un peu sourde, qui avait simplement cru entendre une porte claquer. John Douglas avait alors eu l'idée de faire croire que le corps de son adversaire était le sien : la mise en scène était facilitée du fait que les deux hommes avaient la même corpulence, le même tatouage au bras et que le visage du défunt était méconnaissable. Seule l'alliance, que Douglas a refusé de retirer, n'a pas été placée sur le doigt du cadavre. Une mise en scène a ensuite été orchestrée avec sa femme et Cecil Barker pour laisser croire au meurtre de John Douglas. Madame Douglas et Cecil Barker ont ensuite fourni de faux témoignages. En se laissant passer pour mort, Douglas espérait ne plus être traqué par ses anciens ennemis de la vallée de Vermissa, dite « Vallée de la peur ».

### Seconde partie: Vermissa
La seconde partie du roman est constituée d'un récit écrit au présent, issu des explications détaillées fournies par John Douglas à Watson.
En 1875, vingt ans avant les événements de Birlstone, un dénommé John McMurdo arrive dans la vallée de Vermissa pour travailler en tant que mineur. Dès le soir de son arrivée, il se fait remarquer en ayant une altercation avec des policiers, ce qui le rend immédiatement populaire parmi les autres mineurs de la région. La plupart d'entre eux appartiennent à la société des Hommes Libres de Vermissa (V.V. 341), un groupe criminel réputé pour ses forfaits commis dans la région. McMurdo vient lui-même de la société des Hommes Libres de Chicago, beaucoup plus inoffensive. Malgré la différence de culture entre les deux loges, McMurdo semble traîner derrière lui un passé criminel qui le prédestine à intégrer l'association locale.
McMurdo trouve le logis chez un vieil homme, Jacob Shafter, et tombe immédiatement amoureux de sa fille, Ettie Shafter. Ses sentiments sont réciproques mais Ettie fréquente déjà Ted Baldwin, l'un des principaux membres de la société des Hommes Libres de Vermissa. Un jour, les deux hommes ont une altercation qui se règle le soir-même devant McGinty, le patron de la loge. Celui-ci oblige les deux hommes à se réconcilier : la franchise de McMurdo dans sa façon de parler lui permet de monter très vite dans l'estime de McGinty. Celui-ci décide de l'introniser au sein de la loge. McMurdo se fait marquer le bras au fer rouge avec le symbole de la secte. Son absence de réaction lors de ce douloureux épisode lui permet de gagner le respect de tous les membres de la loge qui apprécient son caractère endurci.
Le soir de son intronisation, McMurdo est envoyé en mission avec Ted Baldwin et d'autres hommes pour donner une leçon à un journaliste local ayant dénoncé les méfaits commis par la loge dans un article récent. Le vieil homme se fait rosser, mais McMurdo retient Baldwin pour éviter que la correction se transforme en meurtre. Le lendemain, McMurdo, Baldwin et les autres hommes de l'expédition se font arrêter par la police et juger devant un tribunal à la suite de la dénonciation de témoins. Les membres de la loge fournissent néanmoins de faux alibis aux accusés et ceux-ci sont relâchés. D'autres crimes sont commis en toute impunité pendant trois mois dans la région, dont plusieurs meurtres sommaires. McMurdo ne montre aucune gêne apparente vis-à-vis de ces activités criminelles et participe à plusieurs opérations, dont certaines échouent malgré sa détermination et son courage très appréciés. McMurdo se révèle aussi être une excellente recrue capable de fabriquer de faux dollars indétectables.
Un jour, un membre de la loge, le frère Morris, prévient McMurdo qu'un détective de l'agence Pinkerton du nom de Birdy Edwards aurait été envoyé dans la région pour enquêter sur la loge. McMurdo affirme connaître l'identité de la personne en question et l'avoir reconnu dans la rue. 
Il organise alors une embuscade pour éliminer le suspect. McGinty, Baldwin et d'autres hommes forts de la loge sont mobilisés pour participer à cette opération délicate. Le suspect est attendu chez McMurdo : à l'heure du rendez-vous, les membres de la loge attendent dans le salon tandis que McMurdo part ouvrir la porte. Il revient seul dans le salon et explique calmement, à la surprise générale, que Birdy Edwards n'est autre que lui-même. Avant que les membres de la loge aient pu réagir, la police fait irruption et arrête tous les membres de la loge présents. Birdy Edwards explique avoir été envoyé par l'agence Pinkerton pour infiltrer la loge et obtenir un maximum de renseignements pour inculper la totalité des membres de l'association criminelle.
Birdy Edwards quitte ensuite Vermissa avec Ettie Shafter, se marie avec elle et refait sa vie à Chicago. Ses informations permettent de condamner plus de cinquante membres de la loge à de lourdes peines. McGinty et huit autres criminels sont exécutés. Après avoir purgé une peine de dix ans de prison, Ted Baldwin décide de retrouver Birdy Edwards pour se venger. Celui-ci fuit en Californie et change de nom, devenant John Douglas. Ettie décède ; Douglas devient ami avec Cecil Barker. Informé que les anciens membres de la loge sont toujours à sa recherche, il fuit en Angleterre et s'installe à Birlstone où il se remarie.

### Épilogue
L'épilogue du roman s'inscrit dans un registre tragique. Cecil Barker apprend à Sherlock Holmes que John Douglas, alias Birdy Edwards, s'est embarqué avec sa femme sur un navire à destination de l'Afrique du Sud pour démarrer une nouvelle vie, mais s'est noyé en passant par-dessus bord dans des circonstances inexpliquées. Holmes y voit la main du professeur Moriarty et de ses hommes, qui possédaient des liens avec l'organisation criminelle de la vallée de Vermissa.

## Analyses
Le roman suscite le débat parmi les spécialistes de Sherlock Holmes pour savoir à quelle date se déroule l'enquête au manoir de Birlstone. Plusieurs indications temporelles sont incohérentes dans le roman : l'enquête se déroule avant le décès du professeur Moriarty (1891) et Watson mentionne bien la fin des années 1880 au premier chapitre, mais il est également précisé que les événements survenus dans la vallée de Vermissa se sont déroulés en 1875, environ vingt ans avant ceux de Birlstone. Dans l'ouvrage de Jean-Pierre Crauser dédié à la question, intitulé Quel jour sommes-nous, Watson ? (2005), l'auteur défend l'idée que l'affaire se déroule le 7 janvier 1889 en considérant que le narrateur s'est trompé sur l'année des événements de Vermissa, qui se seraient déroulés en 1865 et non en 1875. Les autres spécialistes ayant établi une chronologie complète des aventures de Sherlock Holmes ont situé l'enquête à des dates semblables : H. W. Bell (qui publie sa chronologie en 1932) plaide pour le 7 janvier 1887, Jay Finley Christ (1947) et John Hall (1993) défendent également la date du 7 janvier 1889, Ernest Bloomfield Zeisler (1953) et William S. Baring-Gould (1967) optent quant à eux pour le 7 janvier 1888.

## Adaptations

### Cinéma et télévision
En 1916, un an après sa publication en volume, le roman a connu une première adaptation cinématographique au Royaume-Uni intitulée The Valley of Fear, avec Harry Arthur Saintsbury dans le rôle de Sherlock Holmes. Le film est désormais perdu.
Le roman est de nouveau adapté en 1935 sous le titre The Triumph of Sherlock Holmes, avec Arthur Wontner dans le rôle du détective, et Ian Fleming dans le rôle de Watson. Le film est désormais disponible sur le site Archive.org.
Dans la série holmésienne de 1954, le roman est adapté dans le troisième épisode intitulé The Case of the Pennsylvania Gun. Holmes y est joué par Ronald Howard. L'épisode est disponible sur le site Archive.org.
Le film Sherlock Holmes et le Collier de la mort (1962) est une adaptation très libre de La Vallée de la peur.
En 1968, la Rai adapte La Vallée de la peur à la télévision italienne sous le titre La valle della paura, avec Nando Gazzolo dans le rôle de Sherlock Holmes. Le film est désormais disponible en édition DVD en Italie.
Le roman a été adapté avec fidélité dans le dessin animé australien de 1983 intitulé Sherlock Holmes and the Valley of Fear, faisant partie d'une série de quatre dessins animés adaptés des quatre romans de Conan Doyle mettant en scène le détective. La voix de Holmes en version originale est doublée par Peter O'Toole.

### Théâtre
En 2016, le roman est adapté en France sous forme de pièce au théâtre par Nathalie Veneau. La pièce se joue du 19 mai 2016 au 3 juillet 2016 au Vingtième théâtre, avec Julien Vialon dans le rôle de Sherlock Holmes et Marc Samuel dans le rôle de Watson. Il s'agit de la dernière pièce jouée au Vingtième théâtre avant sa fermeture.